# Campionatul de fotbal din Mauritius
Campionatul de fotbal din Mauritius este primul eșalon din sistemul competițional fotbalistic din Mauritius. 

## Echipele sezonului 2010
- AS de Vacoas-Phoenix
- AS Port-Louis 2000
- AS Rivière du Rempart
- Centre technique national François-Blaquart
- Curepipe Starlight
- Entente Boulet Rouge-Riche Mare Rovers
- Étoile de l´Ouest (Bambous)
- Faucon Flacq SC
- Pamplemousses SC
- Petite Rivière Noire SC
- Pointe-aux-Sables Mates
- Savanne SC
- US Beau-Bassin/Rose Hill

### Retrogradate în 2009
- Bolton Roche-Bois
- Olympique de Moka

## Foste campioane
| - 1935 : Curepipe SC - 1936 : Garrison - 1937 : Garrison - 1938 : FC Dodo (Curepipe) - 1939 : FC Dodo (Curepipe) - 1940 : nu s-a disputat - 1941 : nu s-a disputat - 1942 : Fire Brigade SC (Beau Bassin-Rose Hill) - 1943 : nu s-a disputat - 1944 : FC Dodo (Curepipe) - 1945 : FC Dodo (Curepipe) - 1946 : FC Dodo (Curepipe) - 1947 : Collège St. Esprit - 1948 : FC Dodo (Curepipe) - 1949 : Faucons - 1950 : Fire Brigade SC (Beau Bassin-Rose Hill) - 1951 : FC Dodo (Curepipe) - 1952 : nu s-a disputat - 1953 : FC Dodo (Curepipe) - 1954 : Faucons - 1955 : Faucons - 1956 : nu s-a disputat - 1957 : FC Dodo (Curepipe) & Faucons (double) - 1958 : Faucons - 1959 : FC Dodo (Curepipe) | - 1960 : nu s-a disputat - 1961 : Fire Brigade SC (Beau Bassin-Rose Hill) - 1962 : Police Club (Port Louis) - 1963 : Racing Club (Quatre Bornes) - 1964 : FC Dodo (Curepipe) - 1965 : Police Club (Port Louis) - 1966 : FC Dodo (Curepipe) - 1967 : Police Club (Port Louis) - 1968 : FC Dodo (Curepipe) - 1969 : nu s-a disputat - 1970 : nu s-a disputat - 1971 : Police Club (Port Louis) - 1972 : Police Club (Port Louis) - 1973 : Fire Brigade SC (Beau Bassin-Rose Hill) - 1974 : Fire Brigade SC (Beau Bassin-Rose Hill) - 1975 : Hindu Cadets (Quatre Bornes) - 1976 : Muslim Scouts Club (Port Louis) - 1976/77 : Hindu Cadets (Quatre Bornes) - 1977/78 : Racing Club (Quatre Bornes)) - 1978/79 : Hindu Cadets (Quatre Bornes) - 1979/80 : Fire Brigade SC (Beau Bassin-Rose Hill) - 1980/81 : Police Club (Port Louis) - 1981/82 : Police Club (Port Louis) - 1982/83 : Fire Brigade SC (Beau Bassin-Rose Hill) - 1983/84 : Fire Brigade SC (Beau Bassin-Rose Hill) | - 1984/85 : Fire Brigade SC (Beau Bassin-Rose Hill) - 1985/86 : Cadets Club (Quatre Bornes) - 1986/87 : Sunrise Flacq United (Flacq) - 1987/88 : Fire Brigade SC (Beau Bassin-Rose Hill) - 1988/89 : Sunrise Flacq United (Flacq) - 1989/90 : Sunrise Flacq United (Flacq) - 1990/91 : Sunrise Flacq United (Flacq) - 1991/92 : Sunrise Flacq United (Flacq) - 1992/93 : Fire Brigade SC (Beau Bassin-Rose Hill) - 1993/94 : Fire Brigade SC (Beau Bassin-Rose Hill) - 1994/95 : Sunrise Flacq United (Flacq) - 1995/96 : Sunrise Flacq United (Flacq) - 1996/97 : Sunrise Flacq United (Flacq) - 1997/98 : Scouts Club (Port Louis) - 1998/99 : Fire Brigade SC (Beau Bassin-Rose Hill) - 2000 : nu s-a disputat - 2001 : Olympique de Moka - 2002 : AS Port-Louis 2000 - 2003 : AS Port-Louis 2000 - 2003/04 : AS Port-Louis 2000 - 2004/05 : AS Port-Louis 2000 - 2005/06 : Pamplemousses SC - 2006/07 : Curepipe Starlight SC - 2007/08 : Curepipe Starlight SC - 2008/09 : Curepipe Starlight SC |

## Echipe calificate în Liga Campionilor Africii
- 2001: Olympique de Moka
- 2002: AS Port-Louis 2000
- 2003: AS Port-Louis 2000
- 2003/04: AS Port-Louis 2000
- 2004/05: AS Port-Louis 2000
- 2005/06: Pamplemousses SC
- 2006/07: Curepipe Starlight SC
- 2007/08: Curepipe Starlight SC
- 2008/09: Curepipe Starlight SC

## Performanțe după club
| Club                                       | Oraș                  | Titluri | Ultimul titlu |
| ------------------------------------------ | --------------------- | ------- | ------------- |
| Fire Brigade SC                            | Beau Bassin-Rose Hill | 13      | 1999          |
| FC Dodo                                    | Curepipe              | 13      | 1968          |
| Sunrise Flacq United                       | Flacq                 | 8       | 1997          |
| Police Club                                | Port-Louis            | 7       | 1982          |
| Faucons                                    | Flacq                 | 5       | 1958          |
| Cadets Club [incluzând Hindu Cadets]       | Quatre Bornes         | 4       | 1986          |
| AS Port-Louis 2000                         | Port-Louis            | 4       | 2005          |
| Curepipe Starlight SC                      | Curepipe              | 3       | 2009          |
| Garrison                                   | Nouakchott            | 2       | 1937          |
| Racing Club (Quatre Bornes)                | Quatre Bornes         | 2       | 1978          |
| Scouts Club [incluzând Muslim Scouts Club] | Port-Louis            | 2       | 1998          |
| Collège St. Esprit                         |                       | 1       | 1947          |
| Curepipe SC                                | Curepipe              | 1       | 1935          |
| Olympique de Moka                          | Moka                  | 1       | 2001          |
| Pamplemousses SC                           | Pamplemousses         | 1       | 2006          |

## Golgeteri
| An      |                       | Golgeter(i)                              | Echipă                                              | Goluri |
| 2000-01 |                       | Jerry Louis                              | Olympique de Moka                                   | 30     |
| 2002    | Mauritius             | Karl Léonnie Kersley Appou Tony François | Faucons AS Port-Louis 2000 US Beau-Bassin/Rose Hill | 18     |
| 2003    | Mauritius · Mauritius | Kersley Appou Tony François              | AS Port-Louis 2000 US Beau-Bassin/Rose Hill         | 11     |
| 2003-04 |                       | Stéphan Praxis                           | Pamplemousses SC                                    | 17     |
| 2004-05 |                       | Stéphan Praxis                           | Pamplemousses SC                                    | 12     |
| 2005-06 |                       | Stéphan Praxis                           | Pamplemousses SC                                    | 11     |
| 2006-07 | Madagascar            | Praxis Rabemananjara                     | Pamplemousses SC                                    | 19     |
| 2007-08 | Mauritius             | Westley Marquette                        | Curepipe Starlight SC                               | 14     |
| 2008-09 | Mauritius             | Tony François                            | AS Rivière du Rempart                               | 17     |